# ژان-ماری گویو
ژان-ماری گویو (به فرانسوی: Jean-Marie Guyau) (۲۸ اکتبر ۱۸۵۴ لاوال-۳۱ مارس ۱۸۸۸ مانتون) شاعر و فیلسوف فرانسوی بود. فلسفه گویو کاملاً متضاد با فلسفه نیچه است و بر مهر و محبت تکیه دارد.
گویو از فلاسفه‌هایی همچون اپیکتت، اپیکور، افلاطون، ایمانوئل کانت، هربرت اسپنسر و آلفرد فوئیلی، و شعر و ادبیات پیر کورنی، ویکتور هوگو و آلفرد دو موسه الهام گرفته است.
گویو دو کتاب دارد که یکی عنوانش «اخلاق بی تکلف و بی پاداش» و دیگری «بی‌دینی آینده» است. گویو هم مانند نیچه عقیده دارد غایت و هدف نهایی هر موجود زنده گسترش و افزایش است ولی این گسترش و افزایش از طریق تجاوز و تعرض به حیات و حقوق موجودات دیگر به دست نمی‌آید بلکه برعکس به جود کردن و فیض بخشیدن به دیگران است. لذا در نظر او مردان واقعاً توانا افرادی مانند آتیلا، چنگیز یا تیمور که با کشتن و غارت کردن نیرومندتر می‌شدند و قدرتشان را گسترش می‌دادند نیستند. بلکه افرادی چون مسیح و امثال او هستند که با فیض بخشیدن به دیگران وجود خود را گسترش می‌دهند.در نظر گویو شفقت اخلاق بردگان نیست و بدون شفقت وجود انسانی مانند صحرای بی آب و علف است.